# Jaskinia Jeziorna
Jaskinia Jeziorna (ukr. Озерна печера, Ozerna peczera) – jaskinia na Ukrainie, w obwodzie tarnopolskim, w pobliżu wsi Strzałkowce. Powstała wskutek krasowienia gipsu.
Wejście do niej znajduje się na wododziale Seretu i Niczławy, na dnie leja krasowego o głębokości 18 m i powierzchni 3 ha. Długość korytarzy jaskini wynosi 127 779 m, głębokość 35 m, 1/3 jej powierzchni zajmują jeziora. Temperatura powietrza wynosi +12 °C, a wilgotność względna 60-100%.